# Cuesta Zapata
La cuesta Zapata, a veces cordón de Zapata, es una inflexión de una rama de las sierras intermedias que al este de la ciudad de Casablanca (Chile) que divide las regiones de Santiago y Valparaíso. 
Por ella pasaba el antiguo camino principal entre las capitales respectivas de las mismas provincias, formando zigzag en una y otra ladera de dicha rama. La cima de la cuesta alcanza á 620 metros sobre el nivel del Pacífico y dista 20 kilómetros al SE. de la ciudad de Casablanca y 21 al oeste de Curacaví. El camino por ella fue mejorado por el año 1793 bajo el gobierno de Ambrosio O'Higgins y la cuesta era conocida con su título, tomado del apellido de un regidor de Santiago que obtuvo posesión de las tierras contiguas desde 1543.